# Pallacanestro maschile agli XI Giochi del Mediterraneo

## Classifica finale
| - | Paese      | Formazione |
| - | ---------- | --- |
|   | Italia     | Italia sperimentaleAmbrassa, Busca, Conti, De Pol, Frosini, Fučka, Moretti, Niccolai, Portaluppi, Rizzo, Rossini, Tolotti, All. -                                             |
|   | Grecia     | Grecia under 26Aggelidīs, Gkagkaoudakīs, Chōlopoulos, Korōnios, Logothetīs, Mōraitīs, Mpountourīs, Mylōnas, Myriounīs, Oikonomou, Papagiannīs, Tampakīs, All. Giōrgos Poestos |
|   | Francia    | |
| 4 | Turchia    | Turchia Hüsnü Çakırgil, Haluk Yıldırım, Cenk Renda, Ömer Saybir, Serdar Apaydın, Tamer Oyguç, Lutfi Arıboğan, Engin Bayav, Turaglar, All. Mehmet Baturalp                     |
| 5 | Jugoslavia | Jugoslavia under 21 Dejan Bodiroga, Dragan Tarlac, Zeljko Rebraca, Veljko Mršić, Nikola Lončar, Mlađan Šilobad, Mirko Pavlović, Željko Topalović, All.                        |
| 6 | Spagna     | |
| 7 | Egitto     | |
| 8 | Albania    | AlbaniaÇaçi, Cuka, Damo, Kuqo, Palko, Pasha, Qirjaqi, Sauli, Skënderi, Zaçe, Zaganjori, All. Astrit Greva                                                                     |